# Microrégion de Manhuaçu
 (février 2025).
Si vous disposez d'ouvrages ou d'articles de référence ou si vous connaissez des sites web de qualité traitant du thème abordé ici, merci de compléter l'article en donnant les références utiles à sa vérifiabilité et en les liant à la section « Notes et références ».
La microrégion de Manhuaçu est l'une des sept microrégions qui subdivisent la zone de la Mata, dans l'État du Minas Gerais au Brésil.
Elle comporte 20 municipalités qui regroupaient 271 143 habitants en 2006 pour une superficie totale de 4 856 km2.

## Municipalités[1]
- Abre Campo
- Alto Caparaó
- Alto Jequitibá
- Caparaó
- Caputira
- Chalé
- Durandé
- Lajinha
- Luisburgo
- Manhuaçu
- Manhumirim
- Martins Soares
- Matipó
- Pedra Bonita
- Reduto
- Santa Margarida
- Santana do Manhuaçu
- São João do Manhuaçu
- São José do Mantimento
- Simonésia